# Burejai járás
A Burejai járás (oroszul Буре́йский райо́н) Oroszország egyik járása az Amuri területen. Székhelye Novoburejszkij.

## Népesség
- 1989-ben 29 651 lakosa volt.
- 2002-ben 28 211 lakosa volt.
- 2010-ben 24 021 lakosa volt.